# Satoru Gojo
Satoru Gojo (五条 悟?, Gojō Satoru) è un personaggio immaginario del manga Jujutsu kaisen 0 di Gege Akutami. È stato introdotto per la prima volta nella serie breve di Akutami Tokyo Metropolitan Curse Technical School, dove compare come mentore dell’adolescente maledetto Yuta Okkotsu all'istituto di arti occulte di Tokyo. Questa miniserie è diventata in seguito il prequel Jujutsu Kaisen 0 della serie Jujutsu kaisen - Sorcery Fight. In Jujutsu Kaisen, Gojo assume un ruolo simile, facendo da mentore allo studente Yuji Itadori, anch’egli affetto da una maledizione, aiutandolo a diventare più forte mentre protegge gli altri personaggi della serie. Gojo è stato ideato da Akutami come una figura formidabile ma accattivante, profondamente appassionata ai propri studenti. È doppiato da Yūichi Nakamura nella versione giapponese e da Davide Fumagalli in quella italiana, negli adattamenti animati realizzati dallo studio MAPPA.
Il personaggio è stato ben accolto dalla critica per la sua natura spensierata e per la potenza dimostrata nel proteggere i suoi studenti, diventando una figura di spicco all'interno della serie. Inoltre, il suo ruolo nel prequel è stato apprezzato per gli aspetti più nascosti del personaggio, come la sua relazione con l’antagonista Suguru Geto.

## Creazione e concezione
Gege Akutami voleva che Gojo fosse uno dei personaggi più forti dell’intera serie, ma allo stesso tempo facilmente comprensibile per i lettori. Uno degli elementi chiave del design di Gojo è la benda sugli occhi, attraverso la quale riesce comunque a vedere grazie ai suoi poteri soprannaturali. I suoi occhi azzurri, noti come i Sei Occhi, gli sono stati conferiti fin dalla nascita e possiedono abilità extrasensoriali che gli permettono di percepire, leggere e manipolare l’energia maledetta con estrema precisione, oltre ad amplificare la sua tecnica, Limitless.
Nel suo debutto in Jujutsu kaisen 0, Akutami ha collegato Gojo e Yuta Okkotsu a Michizane Sugawara, una figura storica giapponese, descritta come la fonte dei poteri soprannaturali di entrambi i personaggi. Questo riferimento è stato inserito come omaggio al defunto editor di Akutami, Yamanaka. Il design di Gojo è stato pensato per rappresentare un uomo bello, secondo l’archetipo del bishōnen. Il volto di Gojo, parzialmente coperto, è ispirato a un noto personaggio della serie Naruto, anch'egli con il volto celato da bende.
Per quanto riguarda il suo rapporto con gli studenti, in particolare Yuji Itadori e Yuta Okkotsu, Akutami ha voluto mantenerlo semplice: Gojo desidera soltanto che “i piantagrane come loro diventino forti”. Nonostante in Giappone sia consuetudine rivolgersi agli altri con il cognome, Gojo chiama ciascuno dei suoi studenti per nome. Akutami ha spiegato di aver fatto questa scelta per evidenziare il fatto che Gojo non dà troppo peso alle convenzioni sociali.
Sunghoo Park, regista della prima stagione dell’adattamento anime e del film prequel, ha dichiarato che una delle scene più complesse da realizzare è stata quella dell'Espansione del dominio di Gojo, a causa della sua natura visivamente intensa. Tuttavia, ritiene che sia diventata una delle sequenze più memorabili della serie. Poiché la scena originale era in bianco e nero, Park e il suo team hanno consultato Akutami per ottenere indicazioni sui colori da usare per la rappresentazione dell’espansione del dominio di Gojo.
Per quanto riguarda il film d’animazione, Park ha affermato che, sebbene “il momento clou del film sia ovviamente la storia di Okkotsu e Rika, protagonisti di Jujutsu Kaisen 0”, ha voluto dedicare spazio anche ad altri personaggi, in particolare alla relazione passata tra Gojo e Geto, brevemente accennata nel manga originale. Il regista ha chiesto allo sceneggiatore Hiroshi Seko di inserire una nuova scena di combattimento tra Gojo e Miguel nel climax del film.
La canzone “Where Our Blue Is” di Tatsuya Kitani, sigla d’apertura della seconda stagione dell’anime, esplora la giovinezza di Gojo e Geto, ponendo l’accento sul tema del “blu” come metafora visiva. In contrasto, la sigla finale “Light” adotta una melodia più delicata, mettendo in risalto l’amicizia tra i due personaggi.

### Doppiatori
Yuichi Nakamura presta la voce al personaggio di Satoru Gojo nella versione originale giapponese della serie. Dalle scene più serie a quelle comiche, Gojo presenta un’ampia gamma di espressioni facciali. Nakamura, che ha potuto interpretare il personaggio senza restrizioni nel passaggio tra momenti intensi e gag umoristiche, ha dichiarato durante le sessioni di registrazione di apprezzare particolarmente le scene comiche. Secondo l’attore, non vi è una differenza sostanziale nella caratterizzazione di Gojo tra il suo ruolo di mentore di Yuta in Jujutsu kaisen 0 e quello nella serie principale, trovandoli coerenti. Ha inoltre affermato di essersi divertito durante le numerose sessioni di registrazione, apprezzando in particolare le dinamiche scolastiche e le interazioni tra i personaggi. È rimasto colpito dalla performance di Megumi Ogata nel ruolo di Yuta, riconoscendole una grande capacità espressiva. Il giovane Gojo, in un flashback dell’anime, è stato doppiato da Mariya Ise.
Per la seconda stagione dell’anime, Nakamura ha raccontato di aver incontrato alcune difficoltà nel rappresentare Gojo in modo coerente ma differenziato, poiché la stagione copre due archi narrativi che mostrano il personaggio in fasi diverse della vita, con tratti di personalità più accentuati o sfumati a seconda dell’età. Pur riconoscendo che la voce umana non cambia drasticamente nell’arco di un decennio, l’attore ha cercato di introdurre delle variazioni per evidenziare la crescita e il cambiamento del personaggio. Nakamura ha anche elogiato lo studio di animazione MAPPA per aver dato a Gojo una gamma espressiva ancora più ricca nella seconda stagione, il che ha comportato una maggiore attenzione da parte dei direttori alla sua interpretazione vocale.
Davide Fumagalli, presta la voce al personaggio di Satoru Gojo nella versione italiana della serie. In un'intervista con Crunchyroll, Fumagalli ha espresso il suo entusiasmo nel doppiare Gojo sia nella serie che nel film Jujutsu kaisen 0 - Il film. Pur non essendo un grande appassionato di anime, ha dichiarato di essersi divertito molto nel dare voce a un personaggio così carismatico. Ha notato che, sebbene non ci siano molte differenze tra Gojo nel film e nella serie, quest'ultima offre più tempo per apprezzare il lato scanzonato del personaggio.

## Biografia del personaggio
Gojo è uno stregone che lavora come insegnante presso l'Istituto di Arti Occulte di Tokyo. Detiene il titolo autoproclamato di "Il più forte", un'affermazione che raramente viene messa in discussione: alleati e nemici lo considerano infatti una delle persone più pericolose al mondo.
Durante gli eventi di Jujutsu kaisen 0, Gojo recluta Yuta Okkotsu, uno studente delle superiori legato allo Spirito Maledetto di Rika Orimoto, e lo convince a iscriversi alla scuola di arti occulte. In questo periodo, fa allenare Yuta con gli studenti dell’anno precedente—Panda, Maki Zen'in e Toge Inumaki—per aiutarlo a controllare la propria maledizione e stringere nuove amicizie. La straordinaria energia maledetta di Yuta attira l'attenzione di Suguru Geto, ex studente della scuola di arti occulte e vecchio amico di Gojo, che intende impadronirsi della maledizione per creare un mondo popolato solo da stregoni. Geto viene gravemente ferito in uno scontro con Yuta e successivamente giustiziato da Gojo. Quest'ultimo aiuta poi Yuta a comprendere la vera natura della sua maledizione e dei suoi poteri.
In Jujutsu kaisen - Sorcery Fight, durante il Giorno dell’Evento di Kyoto, Gojo assiste alla competizione tramite i monitor insieme agli altri docenti. Quando il sito viene attaccato da intrusi, si dirige sul posto con Utahime e Yoshinobu. Affronta Juzo e lo neutralizza con facilità, quindi utilizza la sua tecnica Hollow Purple contro Hanami, ma non è chiaro se lo sconfigge del tutto. Grazie alla sua forza, Gojo gode di grande rispetto tra gli stregoni e ha una notevole influenza nel mondo della stregoneria. È lui a convincere i superiori a risparmiare la vita di Yuji Itadori fino a quando non avrà consumato tutte le dita di Sukuna. Inoltre, è l'insegnante di Yuji, Megumi Fushiguro e Nobara Kugisaki.
Successivamente, la serie esplora il passato di Gojo. Quando lui e Geto erano studenti al secondo anno, ricevettero l’incarico di scortare Riko Amanai, il Vascello al Plasma Stellare, che doveva fondersi con lo stregone immortale Tengen. Tuttavia, il mercenario Toji Fushiguro attacca e riesce a sconfiggerli, uccidendo anche Riko. Gojo riesce a sopravvivere e uccide Toji, mentre Geto, profondamente turbato dalla missione e infastidito dall'obbligo di proteggere i non-stregoni, inizia a dubitare dei suoi doveri. Decide così di rompere il ciclo e annientare tutti i non-stregoni per impedire la nascita di nuovi spiriti maledetti. Abbandona l’istituto e compie un massacro in un villaggio, usando i suoi poteri. Gojo lo affronta, ma non riesce a ucciderlo, lasciandolo invece andare via.
Nel corso dell'arco di Shibuya, Gojo viene vittima di un’imboscata da parte degli Spiriti Maledetti di Grado Speciale e viene sigillato nel Regno della Prigione da Kenjaku, dopo aver esorcizzato Hanami. Prima di essere imprigionato, Gojo affida a Yuta la responsabilità di proteggere Yuji nel caso gli accada qualcosa.
Verso la fine del girone mietitore, gli studenti di Gojo riescono a liberarlo dal Regno della Prigione. Appena tornato, sfida Sukuna, che ha preso possesso del corpo di Megumi, a un duello che si svolge la vigilia di Natale. Dopo un combattimento intenso, Gojo è sul punto di vincere, ma viene ucciso da Sukuna. Dopo la morte, si ritrova a parlare con Geto e altri amici defunti. Il suo corpo viene infine utilizzato da Yuta per aiutare Yuji a combattere e sconfiggere definitivamente Sukuna.

## Accoglienza

### Popolarità
Satoru Gojo è stato ben accolto sia dai lettori che dalla critica della serie Jujutsu kaisen - Sorcery Fight. In un sondaggio di popolarità condotto da Viz Media nel marzo 2021, è stato votato come il personaggio più popolare del franchise. Alla 5ª edizione dei Crunchyroll Anime Awards, Gojo e la sua lotta contro Ryomen Sukuna sono stati nominati rispettivamente per il premio di Miglior ragazzo e Migliore scena di combattimento. La performance di Yuichi Nakamura nel ruolo di Gojo ha ricevuto una nomination come Miglior doppiaggio (giapponese).
In occasione della promozione del film Jujutsu kaisen 0 - Il film, Gojo è stato protagonista di una pubblicità con SoftBank Group, raffigurato come un cane. Nel dicembre 2021, MAPPA e Shūeisha hanno celebrato il compleanno di Gojo con il supporto di PulpFiction Cine, riconoscendolo come uno dei personaggi più amati della serie e utilizzandolo anche per promuovere il film.
Secondo un sondaggio condotto da LINE Research nel 2021, Gojo si è classificato al primo posto tra i personaggi più popolari di Jujutsu kaisen. Nello stesso anno, si è posizionato al secondo posto nel sondaggio Anime Grand Prix di Animage per il miglior personaggio maschile, dietro Kyojuro Rengoku di Demon Slayer - Kimetsu no yaiba. Nel 2022, è sceso al terzo posto, superato da Yuta Okkotsu (Jujutsu Kaisen 0) e Tengen Uzui (Demon Slayer). Yuichi Nakamura, il doppiatore giapponese di Gojo, si è classificato all'ottavo posto nella categoria Miglior doppiatore nel 2021 e al quinto posto nel 2022 per la sua interpretazione del personaggio.
Il personaggio ha raggiunto un'ampia popolarità anche all’estero, in particolare in Cile, dove la messa in onda della seconda stagione dell’anime ha spinto i fan a realizzare un'illustrazione di Gojo su un cartellone pubblicitario nella stazione Universidad de Chile della metropolitana di Santiago.
All’8ª edizione dei Crunchyroll Anime Awards, Gojo ha vinto il premio per Miglior personaggio non protagonista. Inoltre, tre dei suoi doppiatori internazionali sono stati nominati nelle rispettive categorie: Yuichi Nakamura (giapponese), Jose Gilberto Vilchis (spagnolo) e Léo Rabelo (portoghese). Nakamura e Rabelo hanno vinto i rispettivi premi, mentre Vilchis è stato superato da Emilio Treviño, doppiatore di Denji.
Nell’agosto 2024, Gojo si è classificato al primo posto nel quarto sondaggio ufficiale sulla popolarità dei personaggi di Jujutsu kaisen, condotto da Shueisha, ottenendo 113.392 voti. Infine, al 9º Crunchyroll Anime Awards del 2025, Lohit Sharma ha ricevuto una nomination nella categoria Best Voice Artist Performance (Hindi) per la sua interpretazione di Gojo.

### Critica
Comic Book Resources ha classificato Gojo come il 9º personaggio più maturo della serie, nonostante la sua personalità infantile. Questo contrasto ha reso il personaggio particolarmente amabile tra i lettori del manga. In un altro articolo, lo stesso sito lo ha definito uno dei membri più pericolosi della serie, grazie ai suoi poteri spropositati, ritenuti senza rivali. IGN ha elencato Gojo tra i personaggi preferiti dai fan, sottolineando il carisma della sua personalità. Il sito StudyBreak ha evidenziato come la personalità sgargiante di Gojo si presti perfettamente al ruolo comico, citando ad esempio la sua reazione esagerata quando pensa che Fushiguro sia stato picchiato da una donna. Allo stesso tempo, è stato lodato per la sua impressionante presenza in battaglia contro minacce serie.
Bleeding Cool, pur paragonandolo ad altri mentori anime come Kakashi Hatake, All Might o Aizawa, ha trovato Gojo più simpatico e bilanciato: un personaggio che alterna premura e potere in modo credibile, in particolare per il modo in cui protegge i suoi studenti e affronta gli scontri. Un articolo di Comic Book Resources ha classificato il combattimento tra Gojo e Jogo non solo come il miglior scontro in cui è coinvolto, ma anche come il miglior combattimento dell’intera serie. Anche Anime News Network ha lodato questa sequenza, ritenendo che la qualità visiva dell’episodio superasse di gran lunga quella di altri lavori dello studio, come The God of High School, criticato per la sua scarsa narrativa e ritmo. Gojo è comunque visto come un archetipo, ma la sua personalità lo rende interessante.
Secondo The Mary Sue, Gojo è coerente tra Jujutsu kaisen 0 e la serie principale, soprattutto nel modo in cui addestra gli studenti. Tuttavia, il film ha offerto nuove sfumature, in particolare riguardo la sua tragica relazione con Geto. Crunchyroll ha sottolineato quanto tempo Gojo trascorra sullo schermo nel film, essendo uno dei personaggi preferiti dal pubblico. Il suo legame con Sugawara no Michizane è stato volutamente lasciato vago dalla critica, lasciando spazio a sviluppi futuri, specialmente considerando i dubbi espressi da Yuta Okkotsu sulla loro connessione. Anche Otaquest ha evidenziato l’importanza e la complessità della relazione tra Gojo e Geto, il cui esito ha sorpreso molti lettori. Manga News ha espresso il desiderio di vedere maggiore approfondimento su questo rapporto. La seconda stagione dell’anime, in cui si esplora la giovinezza dei due personaggi, è stata elogiata da IGN, nonostante abbia definito i poteri di Gojo “troppo complicati” e abbia ritenuto Geto più centrale in quell’arco narrativo. Dopo l’adattamento anime dei flashback di Gojo e Geto, Ana Diaz di Polygon ha osservato l’esplosione di fanwork e dōjinshi dedicati a loro, molti dei quali sono diventati virali.
Il colpo di scena legato alla morte di Gojo nel manga ha avuto un impatto enorme. Il mangaka Kenjiro Hata si è preso una pausa dal suo manga Fly Me to the Moon per riprendersi dall’evento. Secondo IGN, Akutami ha ricevuto persino minacce di morte da parte dei fan scioccati dalla perdita del personaggio. Le fughe di notizie sul capitolo 236, pubblicato nel settembre 2023, hanno acceso polemiche online. L’hashtag #GojoSatoru è diventato virale su X (ex Twitter), con oltre 11.400 post al momento della pubblicazione.
Comic Book Resources ha avuto opinioni contrastanti sulla sua morte: da un lato l’ha elogiata per il forte impatto narrativo (soprattutto per il dolore degli studenti che l’hanno testimoniata), dall’altro ha criticato Akutami per cercare troppo di rendere Jujutsu kaisen una serie cupa, uccidendo numerosi personaggi durante l’arco di Shinjuku. La sicurezza con cui Gojo affrontava Sukuna e Kenjaku ha reso la sua morte ancora più ironica e virale sui social. Alla fine della serie, GameRant ha lodato sia Gojo che Yuta, ritenendo che abbiano oscurato il vero protagonista, Yuji. Gojo è stato spesso paragonato a Killua Zoldick di Hunter × Hunter per somiglianze fisiche e caratteriali. Quando Mariya Ise è stata scelta per doppiare il giovane Gojo in un flashback della seconda stagione, l’Hindustan Times ha ironizzato dicendo che "il meme ha preso vita", poiché Ise è nota anche per aver dato voce a Killua, rendendo i fan entusiasti del casting.

## Riconoscimenti
| Anno | Premio                       | Categoria                            | Premiato                      | Risultato | Fonte         |
| ---- | ---------------------------- | ------------------------------------ | ----------------------------- | --------- | ------------- |
| 2021 | 5th Crunchyroll Anime Awards | Miglior ragazzo                      | Satoru Gojo                   | Candidato | [ 21 ] [ 22 ] |
| 2021 | 5th Crunchyroll Anime Awards | Migliore scena di combattimento      | Satoru Gojo vs. Ryomen Sukuna | Canditato | [ 21 ] [ 22 ] |
| 2021 | 5th Crunchyroll Anime Awards | Miglior doppiatore (giapponese)      | Yuichi Nakamura               | Candidato | [ 21 ] [ 22 ] |
| 2021 | 43rd Anime Grand Prix        | Miglior personaggio (maschile)       | Satoru Gojo                   | 2º posto  | [ 27 ]        |
| 2021 | 43rd Anime Grand Prix        | Miglior doppiatore                   | Yuichi Nakamura               | 8º posto  | [ 27 ]        |
| 2022 | 44th Anime Grand Prix        | Miglior Personaggio (Maschile)       | Satoru Gojo                   | 3º posto  | [ 26 ]        |
| 2022 | 44th Anime Grand Prix        | Miglior doppiatore                   | Yuichi Nakamura               | 5º posto  | [ 26 ]        |
| 2024 | 8th Crunchyroll Anime Awards | Miglior personaggio non protagonista | Satoru Gojo                   | Vinto     | [ 29 ] [ 30 ] |
| 2024 | 8th Crunchyroll Anime Awards | Miglior doppiatore (giapponese)      | Yuichi Nakamura               | Vinto     | [ 29 ] [ 30 ] |
| 2024 | 8th Crunchyroll Anime Awards | Miglior doppiatore (spagnolo)        | Jose Gilberto Vilchis         | Candidato | [ 29 ] [ 30 ] |
| 2024 | 8th Crunchyroll Anime Awards | Miglior doppiatore (portoghese)      | Léo Rabelo                    | Vinto     | [ 29 ] [ 30 ] |
| 2025 | 9th Crunchyroll Anime Awards | Miglior doppiatore (hindi)           | Lohit Sharma                  | Vinto     | [ 32 ]        |